# František Neapolsko-Sicilský
František Neapolsko-Sicilský (Italsky: Francesco di Paola Luigi Emanuele, Principe di Borbone delle Due Sicilie; 13. srpna 1827, Neapol – 24. září 1892, Paříž) byl členem dynastie Bourbon-Obojí Sicílie a hrabětem z Trapani.

## Život
Nejmladší potomek krále Františka I. Neapolsko-Sicilského a jeho druhé manželky Marie Isabely Španělské František se narodil v létě roku 1827 v Neapoli. Byly mu teprve tři roky, když zemřel jeho otec a na trůn nastoupil jeho starší bratr Ferdinand II. Neapolsko-Sicilský. Jako nejmladší syn velké rodiny byl František odsouzen k církevní kariéře, a tak studoval v jezuitské koleji v Římě. Církevní kariéru opustil v roce 1844, když francouzský král Ludvík Filip navrhl, aby se František oženil s mladou královnou Isabelou II. Španělskou. Byla o tři roky mladší než on a byla jak jeho sestřenicí, tak neteří. Francouzský velvyslanec, který se s Františkem setkal, jej nepříznivě popsal jako „velmi ošklivého, malého, nemocného vzhledu, bez výrazu inteligence; a když si vzpomenu v jakém zdravotním stavu jsem viděl královnu Isabelu během mého pobytu ve Španělsku (trpěla akutní formou ekzému), nemohu si pomoct myslet si, že alespoň z fyzického hlediska by si mohli vybrat lépe“.
František se žádostí o Isabelinu ruku váhal. Jeho bratr, hrabě z Aquily, jeho zpovědník a prorakouská strana v Neapoli byli proti této myšlence, protože si mysleli, že bude nástrojem v rukou krále Ludvíka Filipa a že španělská královna nemůže mít děti. Po rodinné radě 17. června 1845 však František nakonec pod tlakem bratra krále, matky a francouzského velvyslance souhlasil se sňatkem se svou neteří. On však nemohl požádat o ruku královnu, musela mu ji nabídnout ona. Španělský první ministr Narvaez a královnina matka Marie Kristýna byli jeho kandidatuře nakloněni. Po pádu Narvaezovy vlády v roce 1846 však Marie Kristýna čelila ve Španělsku nedostatečné podpoře Františkovy kandidatury, a tak pro svou dceru vybrala se souhlasem krále Ludvíka Filipa svého synovce vévodu z Cádizu.
O čtyři rok později, 10. dubna 1850, se třiadvacetiletý František oženil s jinou svou neteří, o sedm let mladší arcivévodkyní Marií Izabelou Toskánskou, dcerou toskánského velkovévody Leopolda II. Jejich svazek nebyl v Toskánsku přijat dobře, protože z politických důvodů neměli Toskánci neapolské Bourbony rádi.
I přes rodinné intriky byl František ke svému bratrovi Ferdinandovi II. vždy loajální. Vzhledem k tomu, že krále nezatěžoval žádostmi a prosbami, měl Františka bratr velmi rád. Stejně jako jeho bratři, hrabě ze Syracuse a hrabě z Aquily, měl i František slabost pro lehké ženy, do skandálů se však nezapletl. Jeho bratr král zemřel 22. května 1859. Během krátké vlády svého synovce Františka II. mu strýc, který postrádal politickou prozíravost, poskytl jen malou pomoc v kritické době pádu království Obojí Sicílie.
Po pádu království obojí Sicílie v roce 1861 během Expedice tisíce odešla královská rodina do exilu. František odešel se svou rodinou do Říma, ke žili pod ochranou papeže Pia IX. Papežský stát byl však v roce 1870 napaden italským králem Viktorem Emanuelem II. a František s rodinou uprchl do Francie. František zemřel 24. září 1892 ve věku 65 let v Paříži.

## Potomci
František měl z dvaačtyřicetiletého manželství s Marií Izabelou šest dětí, dospělosti se však dožily jen dvě dcery:
- 1. Marie Antonie Neapolsko-Sicilská (16. 3. 1851 Neapol – 12. 9. 1938 Freiburg im Breisgau),[1] pohřbena po boku svého manžela na hřbitově Grand Jas v Cannes[2]
⚭ 1868 Alfons Neapolsko-Sicilský (28. 3. 1841 Caserta – 26. 5. 1934 Cannes), hrabě z Caserty, hlava dynastie Bourbon-Obojí Sicílie od roku 1894 až do své smrti[3]
- 2. Leopold Neapolsko-Sicilský (24. 9. 1853 Neapol – 4. 9. 1870 tamtéž)[4]
- 3. Marie Tereza Pia Neapolsko-Sicilská (7. 1. 1855 Neapol – 1. 9. 1856 tamtéž)[5]
- 4. Marie Karolína Neapolsko-Sicilská (21. 2. 1856 Neapol – 7. 4. 1941 Varšava)[6]
⚭ 1885 hrabě Andrzej Přemyslav Zámojský (10. 7. 1852 Varšava – 25. 6. 1927 Podzamcze),[7] od roku 1882 ajitel Ľubovňanského hradu[8]

- 5. Ferdinand Neapolsko-Sicilský (25. 5. 1857 – 22. 7. 1859)[9]
- 6. Marie Annunziata Neapolsko-Sicilská (21. 9. 1858 – 20. 3. 1873), [10] pohřbena na hřbitově Père-Lachaise v Paříži[11]

## Vyznamenání
- Řád sv. Januaria
- Řád zlatého rouna
- Řád Karla III.
- Řád svatého Ferdinanda a zásluh
- Vojenský řád Marie Terezie
- Řád svatého Josefa
- Řád věže a meče

## Vývod z předků
|                              |                                     |  |                    |                             |  |  |  |  |  |  |  | Filip V. Španělský |
|                              |                                     |  |                    |                             |  |  |  |  |  |  |  |                    |
|                              | Karel III. Španělský                |  |                    |                             |  |  |  |  |  |  |  |                    |
|                              |                                     |  |                    |                             |  |  |  |  |  |  |  |                    |
|                              |                                     |  |                    | Alžběta Parmská             |  |  |  |  |  |  |  |                    |
|                              |                                     |  |                    |                             |  |  |  |  |  |  |  |                    |
|                              | Ferdinand I. Neapolsko-Sicilský     |  |                    |                             |  |  |  |  |  |  |  |                    |
|                              |                                     |  |                    |                             |  |  |  |  |  |  |  |                    |
|                              |                                     |  |                    | August III. Polský          |  |  |  |  |  |  |  |                    |
|                              |                                     |  |                    |                             |  |  |  |  |  |  |  |                    |
|                              | Marie Amálie Saská                  |  |                    |                             |  |  |  |  |  |  |  |                    |
|                              |                                     |  |                    |                             |  |  |  |  |  |  |  |                    |
|                              |                                     |  |                    | Marie Josefa Habsburská     |  |  |  |  |  |  |  |                    |
|                              |                                     |  |                    |                             |  |  |  |  |  |  |  |                    |
|                              | František I. Neapolsko-Sicilský     |  |                    |                             |  |  |  |  |  |  |  |                    |
|                              |                                     |  |                    |                             |  |  |  |  |  |  |  |                    |
|                              |                                     |  |                    | Leopold Josef Lotrinský     |  |  |  |  |  |  |  |                    |
|                              |                                     |  |                    |                             |  |  |  |  |  |  |  |                    |
|                              | František I. Štěpán Lotrinský       |  |                    |                             |  |  |  |  |  |  |  |                    |
|                              |                                     |  |                    |                             |  |  |  |  |  |  |  |                    |
|                              |                                     |  |                    | Alžběta Charlotta Orleánská |  |  |  |  |  |  |  |                    |
|                              |                                     |  |                    |                             |  |  |  |  |  |  |  |                    |
|                              | Marie Karolína Habsbursko-Lotrinská |  |                    |                             |  |  |  |  |  |  |  |                    |
|                              |                                     |  |                    |                             |  |  |  |  |  |  |  |                    |
|                              |                                     |  |                    | Karel VI.                   |  |  |  |  |  |  |  |                    |
|                              |                                     |  |                    |                             |  |  |  |  |  |  |  |                    |
|                              | Marie Terezie                       |  |                    |                             |  |  |  |  |  |  |  |                    |
|                              |                                     |  |                    |                             |  |  |  |  |  |  |  |                    |
|                              |                                     |  |                    | Alžběta Charlotta Orleánská |  |  |  |  |  |  |  |                    |
|                              |                                     |  |                    |                             |  |  |  |  |  |  |  |                    |
| František Neapolsko-Sicilský |                                     |  |                    |                             |  |  |  |  |  |  |  |                    |
|                              |                                     |  |                    |                             |  |  |  |  |  |  |  |                    |
|                              |                                     |  | Filip V. Španělský |                             |  |  |  |  |  |  |  |                    |
|                              |                                     |  |                    |                             |  |  |  |  |  |  |  |                    |
|                              | Karel III. Španělský                |  |                    |                             |  |  |  |  |  |  |  |                    |
|                              |                                     |  |                    |                             |  |  |  |  |  |  |  |                    |
|                              |                                     |  |                    | Alžběta Parmská             |  |  |  |  |  |  |  |                    |
|                              |                                     |  |                    |                             |  |  |  |  |  |  |  |                    |
|                              | Karel IV. Španělský                 |  |                    |                             |  |  |  |  |  |  |  |                    |
|                              |                                     |  |                    |                             |  |  |  |  |  |  |  |                    |
|                              |                                     |  |                    | August III. Polský          |  |  |  |  |  |  |  |                    |
|                              |                                     |  |                    |                             |  |  |  |  |  |  |  |                    |
|                              | Marie Amálie Saská                  |  |                    |                             |  |  |  |  |  |  |  |                    |
|                              |                                     |  |                    |                             |  |  |  |  |  |  |  |                    |
|                              |                                     |  |                    | Marie Josefa Habsburská     |  |  |  |  |  |  |  |                    |
|                              |                                     |  |                    |                             |  |  |  |  |  |  |  |                    |
|                              | Marie Isabela Španělská             |  |                    |                             |  |  |  |  |  |  |  |                    |
|                              |                                     |  |                    |                             |  |  |  |  |  |  |  |                    |
|                              |                                     |  |                    | Filip V. Španělský          |  |  |  |  |  |  |  |                    |
|                              |                                     |  |                    |                             |  |  |  |  |  |  |  |                    |
|                              | Filip Parmský                       |  |                    |                             |  |  |  |  |  |  |  |                    |
|                              |                                     |  |                    |                             |  |  |  |  |  |  |  |                    |
|                              |                                     |  |                    | Alžběta Parmská             |  |  |  |  |  |  |  |                    |
|                              |                                     |  |                    |                             |  |  |  |  |  |  |  |                    |
|                              | Marie Luisa Parmská                 |  |                    |                             |  |  |  |  |  |  |  |                    |
|                              |                                     |  |                    |                             |  |  |  |  |  |  |  |                    |
|                              |                                     |  |                    | Ludvík XV.                  |  |  |  |  |  |  |  |                    |
|                              |                                     |  |                    |                             |  |  |  |  |  |  |  |                    |
|                              | Luisa Alžběta Francouzská           |  |                    |                             |  |  |  |  |  |  |  |                    |
|                              |                                     |  |                    |                             |  |  |  |  |  |  |  |                    |
|                              |                                     |  |                    | Marie Leszczyńská           |  |  |  |  |  |  |  |                    |
|                              |                                     |  |                    |                             |  |  |  |  |  |  |  |                    |